# Villa Pantelleria
Villa Pantelleria è una storica villa di Palermo.
Situata nella Piana dei Colli, fu creata come residenza estiva nobiliare. L'edificio, di due piani, presenta una pianta rettangolare ed un vasto giardino, e venne costruito in un'area dove originariamente sorgevano un baglio ed un rustico.

## Storia
Villa Pantelleria fu costruita nel 1734 per volontà di Francesco Requesens, membro del ramo di Pantelleria della famiglia Requesens.
Costruita come residenza estiva, nel corso del tempo la villa passò da un proprietario all'altro, tutti nobili, i quali ne mantennero l'uso originario. Fu solo nel 1977 che la villa cambiò utilizzo, venendo destinata allo svolgimento di attività culturali e musicali.
Negli anni '90 la villa fu acquistata da un membro di Cosa Nostra, e solo nel 2001 la magistratura ne dispose il sequestro e l'affidò al comune di Palermo. Dopo un periodo in cui la villa visse in uno stato di abbandono, il comune ne affidò la gestione ad una associazione culturale, adibendo l'edificio a sede di spettacoli ed eventi culturali.
Nel 2014 la villa venne sequestrata a causa delle sue condizioni precarie (sia parte dell'edificio che le mura del giardino risultavano infatti a rischio di crollo o già crollate), ma anche a causa dell'abusivismo edilizio presente attorno alla villa.
Nonostante le richieste avanzate al comune per la riqualificazione del parco e della villa, questa non è ancora avvenuta per mancanza di fondi.

## Il parco
Villa Pantelleria è circondata da un vasto parco (almeno 20 000 m²) a cui si accede da una strada delimitata da due piloni su cui sono rappresentati due leoni, simbolo della famiglia Requesens. Nel parco sono presenti edifici originariamente destinati a servizi vari. Il cortile che conduce alla villa è attraversato da vari sentieri immersi nella vegetazione, che portano ad un immenso giardino su cui si affaccia la villa.